# Lười hai ngón Nam Mỹ
Lười hai ngón Linnaeus (Choloepus didactylus), còn được gọi là Lười hai ngón Nam Mỹ, là một loài lười từ Nam Mỹ, được tìm thấy ở Venezuela, Guyanas, Colombia, Ecuador, Peru và Brasil về phía bắc của sông Amazon.
Nó là động vật sống đơn độc, ban đêm và trên cây, được tìm thấy trong rừng nhiệt đới. Nó 
có thể bơi, làm cho nó có thể bơi qua sông và suối. Kẻ thù chính của chúng là con người, các loài chim lớn săn mồi như đại bàng Harpy và đại bàng mào, mèo rừng hay báo đốm Mỹ.

## Hình ảnh

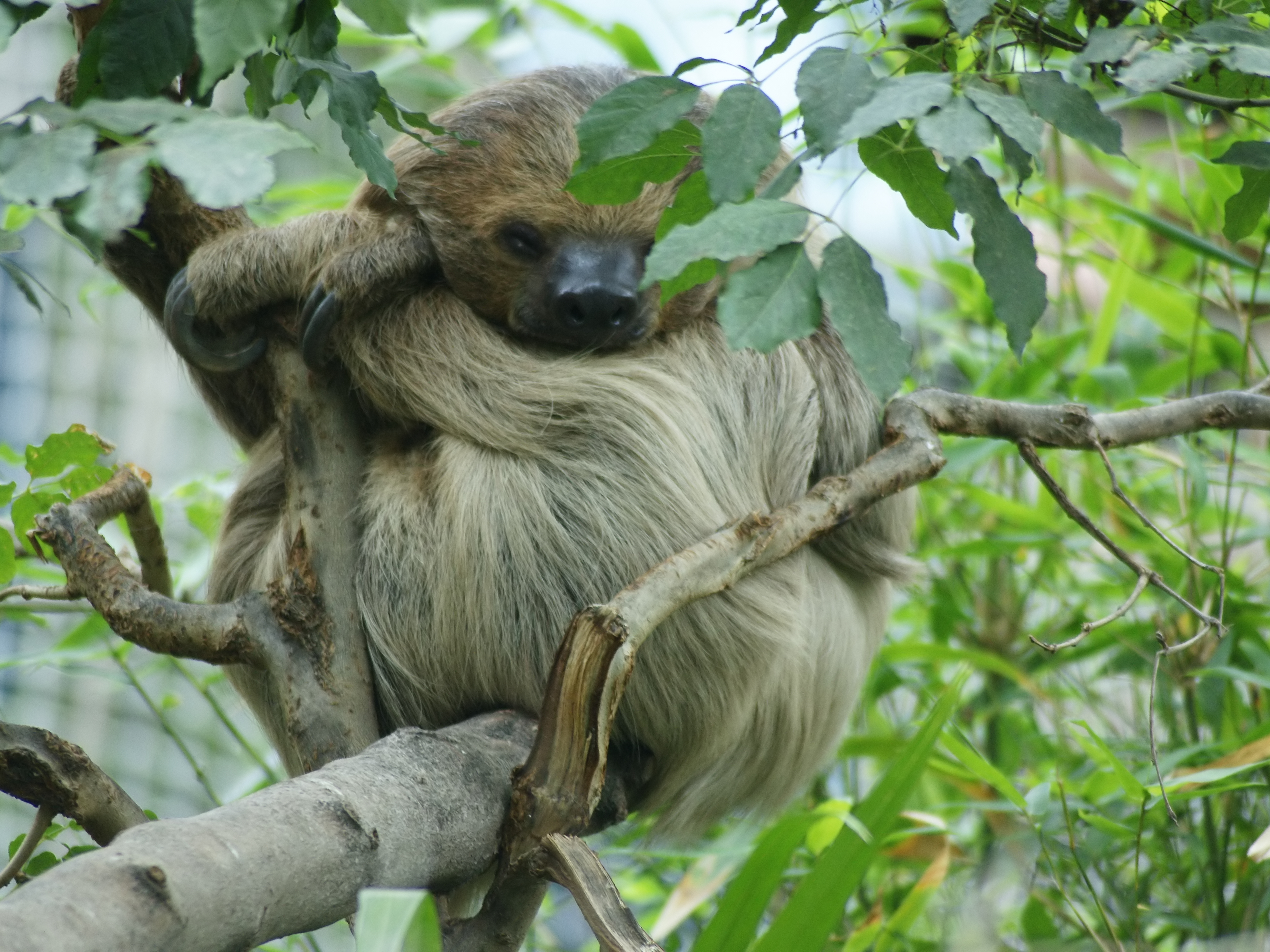
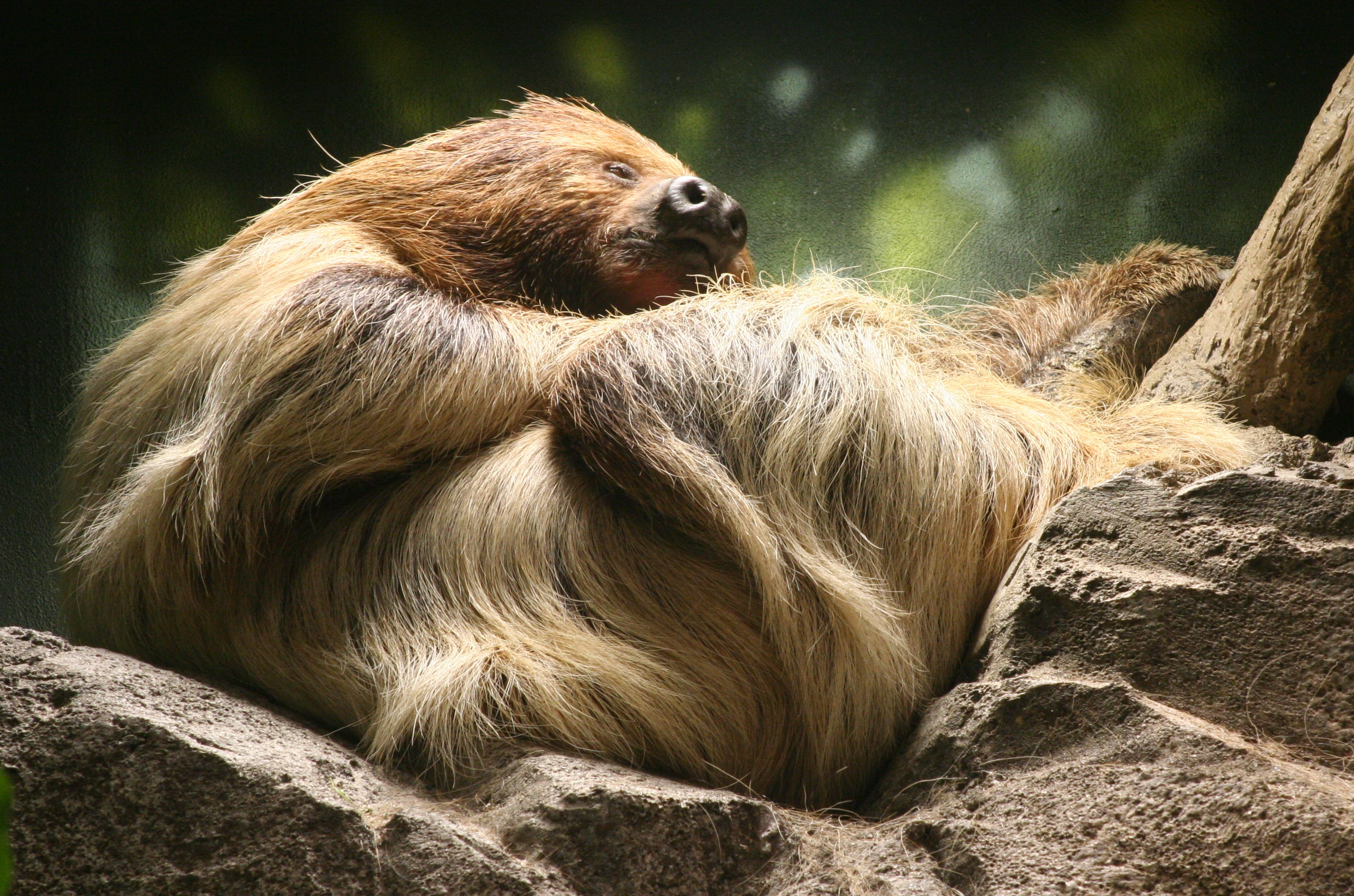
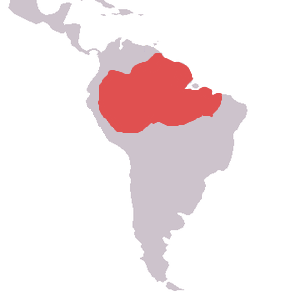
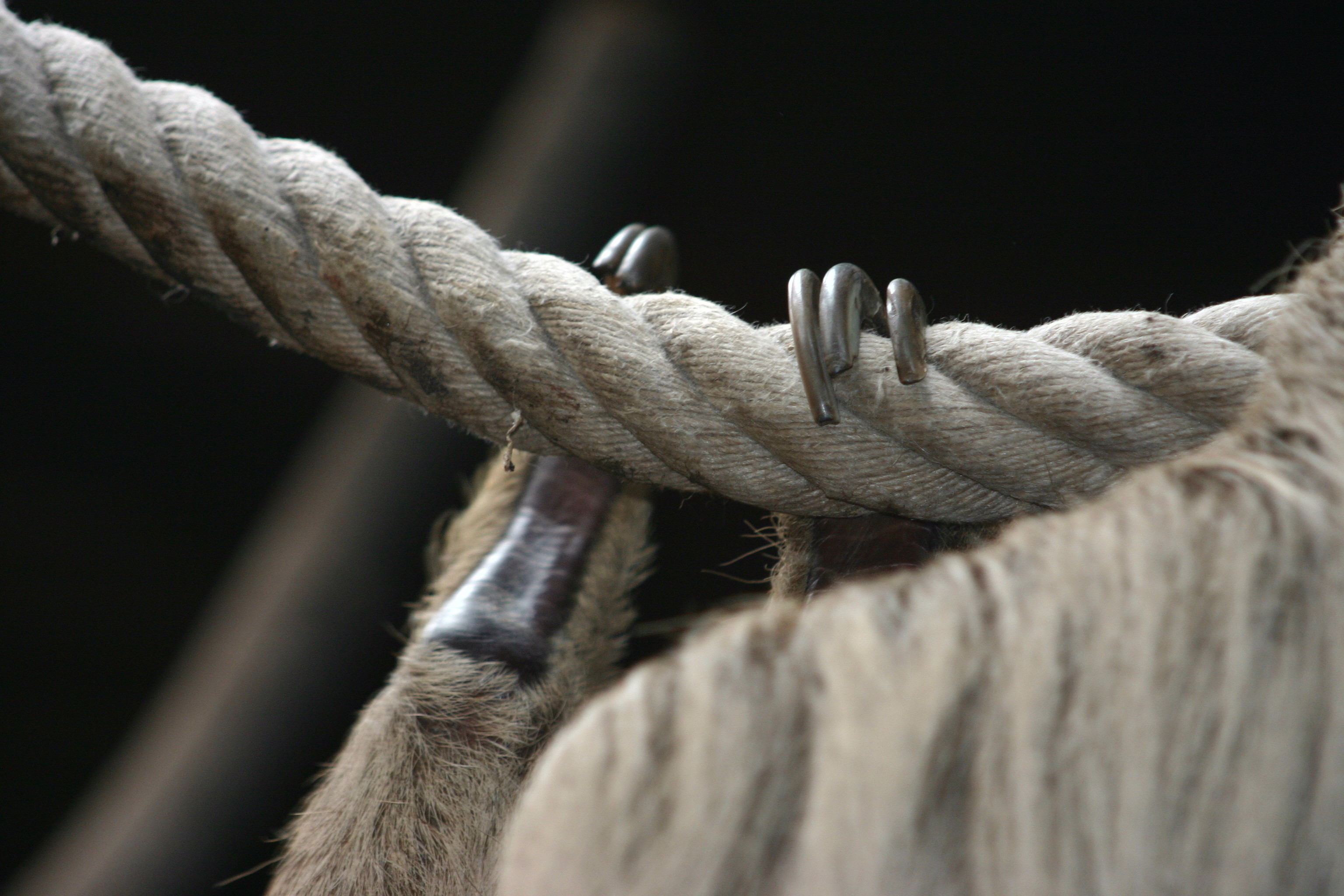